# Trio Ramponi
Il Trio Ramponi fu un gruppo musicale composto da Ramponi Giacomo, Ramponi Gaspare e Ramponi Angelo attivo tra gli anni '40 e '50 del Novecento.

## Storia
Nati a Carbonate in provincia di Como, si esibirono nel 1946 per l'EIAR di Milano, l'allora nascente radio nazionale, che diverrà poi la RAI, nella trasmissione L'ora del contadino; successivamente lavorarono in RAI, presso la sede del Teatro della Fiera di Milano dove partecipano tra i pionieri alle prime prove tecniche della televisione. Collaborarono col baritono aresino Pino Simonetta.
I loro dischi furono pubblicati dalla Fonit Cetra incide vari loro dischi.
La loro notorietà si espanse dal 1948. Tra i più popolari virtuosi dello strumento, furono ingaggiati da nomi famosi come la Compagnia Renzi-Tomei , l'Orchestra del Maestro D'anzi ed in quella di Gorni Kramer. 
Nel 1952 fanno parte della carovana del XXXV Giro d'Italia ottenendo successi nelle diverse piazze dove la corsa ciclistica faceva tappa. 
Dal 1956 il Trio Ramponi si esibirà solo a richiesta.